# Jelecki Monaster Zaśnięcia Matki Bożej
Jelecki Monaster Zaśnięcia Matki Bożej – prawosławny klasztor w Czernihowie, w jurysdykcji eparchii czernihowskiej Ukraińskiego Kościoła Prawosławnego Patriarchatu Moskiewskiego. Historycznie klasztor męski, został zlikwidowany w latach 20. XX wieku i reaktywowany w 1992 r. jako monaster żeński.
Położony jest na wysokim prawym brzegu Desny, między kompleksem budynków monasteru Trójcy Świętej i św. Eliasza oraz obszarem historycznego Dytynca (dawnego grodu).

## Historia
Według Synodyku spisanego w XVII w. przez biskupa Zozyma (Prokopowicza) pierwsza wspólnota mnisza powstała na prawym brzegu Desny z inicjatywy księcia czernihowskiego Światosława. Przywołana przez Zozyma głosi, iż Światosław polecił utworzyć monaster na miejscu cudownego objawienia ikony Matki Bożej, co miało mieć miejsce w lutym 1060 r. Według zapisów w 1177 r. na czele wspólnoty stał ihumen Efrem. Wcześniej, w połowie XII w., powstał monasterski sobór Zaśnięcia Matki Bożej. Monaster został zniszczony w 1239 r. podczas najazdu mongolskiego na Ruś, kiedy napastnicy zdobyli i spalili również Czernihów.
Być może na początku XVI w. na miejsce dawnego klasztoru ponownie sprowadzono mnichów. Stało się to po tym, gdy na mocy traktatu kończącego wojnę litewsko-moskiewską miasto Czernihów i ziemia czernihowska przeszły pod władzę Moskwy. W 1611 r., podczas Wielkiej Smuty, Czernihów został spalony przez wojska polskie pod dowództwem Samuela Hornostaja. Wówczas mnisi porzucili zniszczony klasztor i powrócili do Moskwy.
Na mocy rozejmu w Dywilinie Czernihów znalazł się w granicach Korony Królestwa Polskiego. W 1623 r. Monaster Jelecki został odremontowany i przekazany mnichom unickim (bazylianom). Jego przełożony Cyryl Trankwillion Stawrowiecki w 1646 r. wydał w klasztornej drukarni pierwszą w Czernihowie księgę – zbiór wierszowanych kazań Perła drogocenna (Perło mnogocennoje).
W toku powstania Chmielnickiego Rzeczpospolita straciła faktyczną kontrolę nad Czernihowem. W 1648 r. monaster przestał funkcjonować; prawosławni mnisi wrócili do niego w 1669 r. Wśród przełożonych klasztoru w II poł. XVII w. szczególny wkład w jego rozbudowę włożył Joannicjusz Galatowski, który doprowadził do odbudowy zniszczonego w toku poprzednich wojen soboru Zaśnięcia Matki Bożej, wzniesienia cerkwi refektarzowej Świętych Piotra i Pawła (fundacja W. Dunina-Borkowskiego), stworzenia monasterskiej biblioteki i budowy murowanego budynku mieszkalnego dla mnichów. W 1688 r. kolejny zwierzchnik wspólnoty, Teodozjusz Połonicki-Uglicki, wzniósł na terenie klasztoru dom przełożonego (zachowany w ruinie). W I poł. XVIII w. zbudowano także klasztorną dzwonnicę, a cały kompleks otoczono murem obronnym. Do XVIII w. monaster stał się wielkim właścicielem ziemskim, a ponadto, według stanu z 1786 r., posiadał 14 jezior, na których prowadzono połów ryb, 9 młynów, 7 piekarni, 8 szynków, cegielnię i prowadził własną produkcję wina. Należało do niego 2425 chłopów pańszczyźnianych. Na mocy ukazu Katarzyny II z 1786 r. klasztor stracił posiadany majątek. Odtąd utrzymywał się głównie z funduszy rozdzielanych przez państwo rosyjskie, będąc zaklasyfikowanym do monasterów I klasy, tj. najważniejszych i największych, w których mogło przebywać 33 mnichów. Od lat 90. XIX w. przy klasztorze istniała szkoła ikonopisania, zaś na początku w. XX powstała szkoła cerkiewno-parafialna.
Monaster został zlikwidowany po rewolucji październikowej, w 1921 r. Według innego źródła jeszcze w 1920 r. czernihowska CzeKa nakazała wspólnocie opuszczenie budynków, w których utworzono obóz koncentracyjny. Jednak w 1922 r. cerkwie klasztorne musiały jeszcze istnieć w pierwotnej postaci, jako że objęła je ogólnokrajowa akcja konfiskaty kosztowności cerkiewnych. Od 1924 r. do 1942 r. dawne budynki monasterskie były wykorzystywane jako magazyny wojskowe oraz pracownie kombinatu budowlanego. W 1942 r. wznowiono nabożeństwa w jednej z klasztornych świątyń, jednak po II wojnie światowej ponownie zaadaptowano całość na cele świeckie – w cerkwi Świętych Piotra i Pawła znajdował się najpierw teatr, a następnie sala koncertowa, urząd stanu cywilnego, klub sportowy i archiwum obwodowe oraz czytelnia. Pozostałe budynki klasztorne również pełniły funkcje świeckie, gospodarcze. Od r. 1950 do lat 80 XX wieku część historycznych obiektów odremontowano.
Monaster został reaktywowany w 1992 r. jako żeński. Uznaje jurysdykcję Ukraińskiego Kościoła Prawosławnego Patriarchatu Moskiewskiego.
7 marca 2022 r., podczas wojny rosyjsko-ukraińskiej, wskutek rosyjskiego ostrzału artyleryjskiego ucierpiała monasterska cerkiew refektarzowa.